# David Lytton-Cobbold, 2. Baron Cobbold
David Antony Fromanteel Lytton-Cobbold, 2. Baron Cobbold, DL (* 14. Juli 1937; † 9. Mai 2022) war einer der 92 erblichen Peers, die nach dem Inkrafttreten des House of Lords Act 1999 im House of Lords blieben. Er wurde am 15. Oktober 2000 als Nachfolger von Myrtle Robertson, 11. Baroness Wharton gewählt. Am 13. Oktober 2014 trat er von seiner Mitgliedschaft im House of Lords zurück.

## Ausbildung und Karriere
Der Familientradition folgend, ging Cobbold an das Eton College und die University of Cambridge.
David Cobbold war Ende der 1960er Manager bei der Bank of London and South America (BOLSA). Die BOLSA war eine der ersten Banken, die sich auf dem Eurodollar-Markt betätigte. Da er sich mehr und mehr im Veranstaltungsmanagement des Knebworth House engagierte, verließ er schließlich die Bank.

## Privatleben
Am 1. November 1987 erbte Lytton-Cobbold den Titel Baron Cobbold. Er heiratete am 7. Januar 1961 Christine Elizabeth Stucley. Dieser Ehe entstammen vier Kinder. Sein Erbe und gegenwärtiger Betreiber des Familiensitzes Knebworth House ist sein Sohn Henry Fromanteel Lytton-Cobbold, 3. Baron Cobbold.
David Lytton-Cobbold erlag am 9. Mai 2022 den Folgen einer Parkinson-Erkrankung.